# Rasos de Baix
Els Rasos de Baix és una muntanya de 2.058 metres que es troba entre els municipis de Castellar del Riu i de Cercs, a la comarca catalana del Berguedà.
Al cim podem trobar-hi un vèrtex geodèsic (referència 280090001).